# 邁克爾·威爾士
迈克尔·詹姆斯·威尔士（英語：Michael James Welsh，1948年—），美国胸腔医学家，爱荷华大学的生物医学研究所罗伊·詹姆斯·卡佛荣誉教授、内科部胸腔醫學、重症醫學、职业医学教授、帕帕约翰生物医学研究所所长、罗伊·J和露西尔·A·卡佛医学院教授。他也是该校神經外科系、神經內科系、分子生理学系、生物物理学系教授。2022年，他和保羅·內古列斯庫一道获得2022年邵逸夫獎的生命科学与医学奖，以表彰两人发现囊肿性纤维化的成因、开发相应的有效藥品。

## 早年生活与教育经历
威尔士生于美国艾奥瓦州馬紹爾城，高中就读于迪比克的洛拉斯学院。他有三个兄弟姊妹。1974年，他获得爱荷华大学理学学士及该校医学院（现名罗伊·J和露西尔·A·卡佛医学院）的医学士。在爱荷华大学医院诊所担任内科住院医师期间，负责监督的主治医师激起他对科研的兴趣。

## 科研生涯
住院医师的工作结束后，威尔士在加利福尼亚大学旧金山分校待了三年，之后到德克薩斯大學奧斯汀分校麦高文医学院担任研究员，1981年回到爱荷华大学出任内科助理教授，后来获提拔为内科、分子生理学、生物物理学教授。
1996年至1997年，威尔士担任美国临床研究学会会长，此前担任美国医师协会会长。目前威尔士是霍华德·休斯医学研究所的研究员、克利夫兰大学医院医疗中心哈林顿发现研究所（Harrington Discovery Institute）科学顾问委员会。

## 研究方向
威尔士主要研究囊腫性纖維化，具体来说是CFTR蛋白质，一种允许氯化物通过的离子通道。他的研究有助于解答CFTR为何会出现缺陷、这些缺陷会如何影响CFTR的功能。1989年，徐立之和法蘭西斯·柯林斯率领的团队找到CFTR蛋白质编码的基因，发现这种基因的变化能引发囊肿型纤维化。1991年，威尔士的团体发现CFTR蛋白质是氯离子通道，能让氯离子穿过细胞膜。也是在那一年，他的团队发现CFTR蛋白的活性可以调节。他后来归类出CFTR蛋白的四类突变，这种分类时至今日还在使用，而且有所扩大。威尔士团体最为重要的发现是CFTR蛋白包括F508del突变，这种突变在囊肿性纤维化病人中最为常见，一般在低温下传导到细胞膜，体温下不会。相关研究也证明F508del突变性的CFTR蛋白在抵达细胞表面的时候可以正常发挥作用，为治疗囊肿性纤维化铺平道路。近年来，威尔士发现了囊肿性纤维化的几种动物模型，其中以家猪最为突出；这些模型为囊肿性纤维化的活体内实验开辟道路。

## 个人生活
威尔士有过两段婚姻。第一任妻子是大学学生，2006年因癌症去世，身后留下三个孩子。现任妻子安妮（Annie）于2013年结婚。

## 荣誉成就
- 美国胸腔学会詹姆斯·伯恩斯·安伯森荣誉讲座（1994年）[18]
- 美国国家医学院院士（1997年）[19]
- 美国文理科学院院士（1998年）[20]
- 美国国家科学院院士（2000年）[21]
- 美国临床与气候协会（英语：American Clinical and Climatological Association）戈登·威尔逊奖章（2009年）[1]
- 美国生理学会（英语：American Physiological Society）沃尔特·布拉德福·坎农荣誉讲座（2017年）[22]
- 印第安纳大学医学院史蒂文·C·比林（英语：Steven C. Beering）奖（2017年）[23]
- 沃伦·阿尔珀特基金会奖（英语：Warren Alpert Foundation Prize）（2018年）[24]
- 乔治·M·科伯奖章（英语：George M. Kober Medal and Lectureship）（2020年）[25][26]
- 邵逸夫生命科學與醫學獎（2022年）[27]